# Zikmund Felix ze Schrattenbachu
Zikmund Felix ze Schrattenbachu (německy Sigismund Felix von Schrattenbach, 10. ledna 1674, Štýrský Hradec – 1742, Gornji Grad) byl rakouský šlechtic z rodu Schrattenbachů a od roku 1727 až do své smrti lublaňským biskupem.

## Život
Narodil se jako syn Jana Baltazara ze Schrattenbachu a jeho manželky Anny Alžběty hraběnky z Wagensbergu.
Stejně jako jeho bratři Wolfgang Hannibal, arcibiskup olomoucký, politik a kardinál a Maxmilián Antonín (Arnošt), který byl opatem v Emauzském klášteře na Novém Městě pražském, nastoupil dráhu duchovního. Stal se kapitulářem v Salcburku a v roce 1727 byl po Vilémovi z Leslie jmenován jeho nástupcem v úřadu lublaňského biskupa a tento úřad vykonával po 14 let až do své smrti v roce 1742.
Po jeho smrti byla vyražena pamětní mince biskupa Sigismunda Felixe.